# Cărășeu, Satu Mare
Cărășeu (Maghiară: Szamoskrassó) este un sat în comuna Culciu din județul Satu Mare, Transilvania, România. Este situat pe DJ193.
De menționat biserica „Sf. Arhangheli Mihail și Gavrilă” din secolul XIX. 

 Acest articol despre o localitate din județul Satu Mare este deocamdată un ciot. Puteți ajuta Wikipedia prin completarea lui.